# Brunsolgraben
Der Brunsolgraben ist ein Bach in Niedersachsen von knapp neun Kilometer Länge. Er entspringt als Rote Riede im Lappwald bei Mariental, führt bei Barmke den Namen Buschmühlengraben und mündet bei Süpplingenburg von rechts in die Lange Welle. Seinen Namen trägt er ab dem Wohnplatz Brunsole in Emmerstedt.

## Verlauf
Die Rote Riede entspringt im Lappwald am Nordhang des Langen Bergs auf etwa 150 Metern Höhe und fließt nach Nordwesten und Westen Richtung Mariental-Dorf, wo sie den von links kommenden Langerberggraben (GKZ 4828282) aufnimmt. Sie durchfließt bei der Klosterkirche einen Teich, in den auch ein weiterer Bach von rechts mündet. Unterhalb von Mariental nimmt sie von links die Bergsche Tränke (GKZ 4828284) auf und führt den Namen Mühlengraben. Dieser umfließt das Waldgebiet Stüh, erhält von rechts einen Zufluss am Walkteichsberg und wendet sich nach Südwesten in den Buschmühlenteich. Als Buschmühlengraben wird er von der Bahnstrecke Helmstedt–Oebisfelde und von der A2 überquert, wo von rechts der Ilenpfuhl (GKZ 4828286) zufließt. Er verläuft östlich von Barmke geradlinig nach Süden. Zwischen Bach und Bahnstrecke im Osten liegt das sumpfige Gebiet des Bruchteichs, dessen Abfluss der Buschmühlengraben aufnimmt. Bei Brunsole wendet er sich nach Westen und führt ab hier den Namen Brunsolgraben. Aus dem Lappwald fließt von links der Gehrenbach (GKZ 48282892) zu, der aus zahlreichen Quellbächen im Nonnenholz östlich von Helmstedt nahe dem Ursprung der Roten Riede gespeist wird. Er führt die eisenhaltigen Abwässer der 1924 stillgelegten Grube Emma mit sich. Nach etwa einem Kilometer mündet der Brunsolgraben nördlich von Süpplingenburg in die Lange Welle.

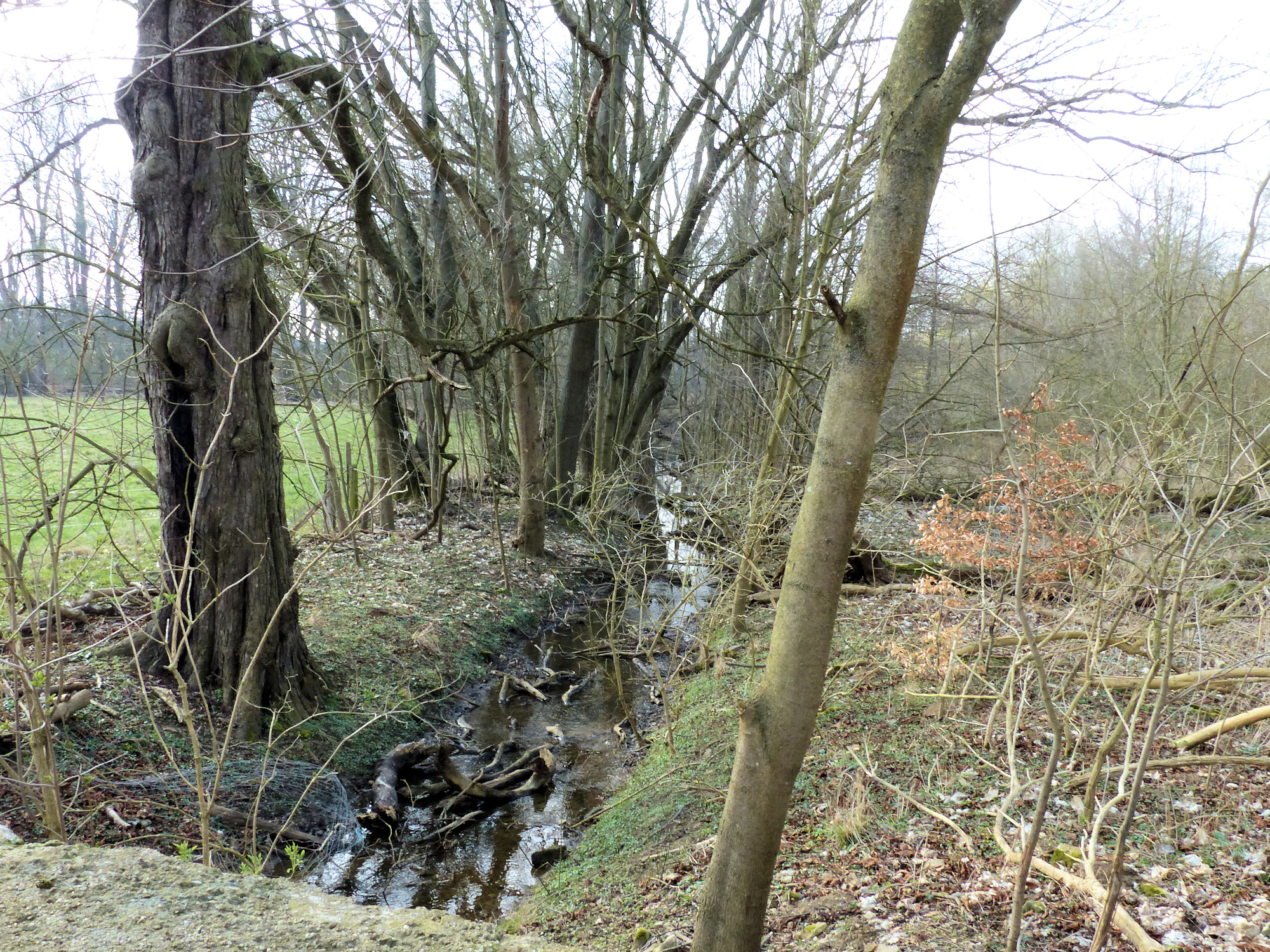
Oberlauf: Die Rote Riede auf dem Gelände des Klosters Mariental
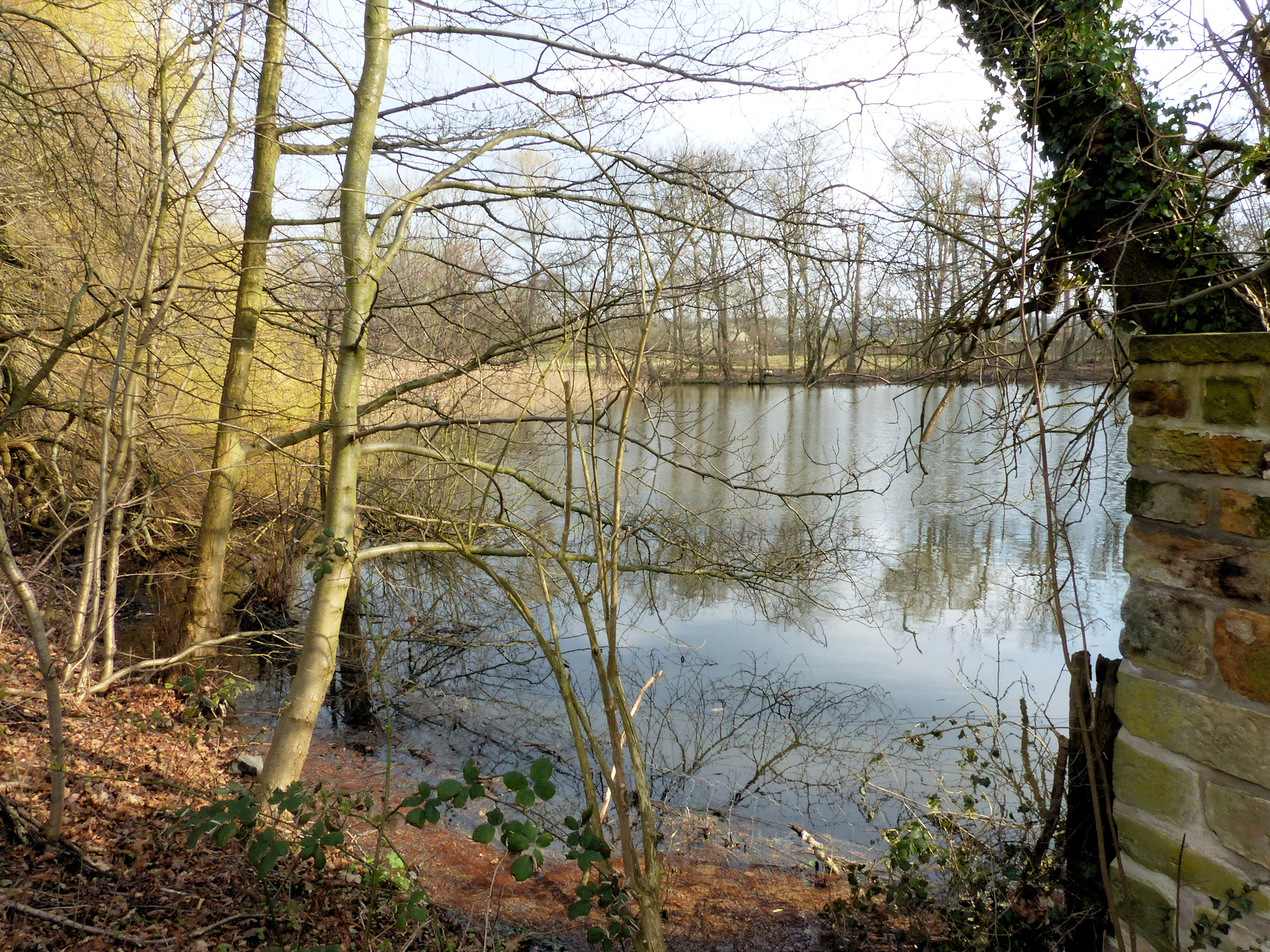
Durchflossener Teich auf dem Klostergelände
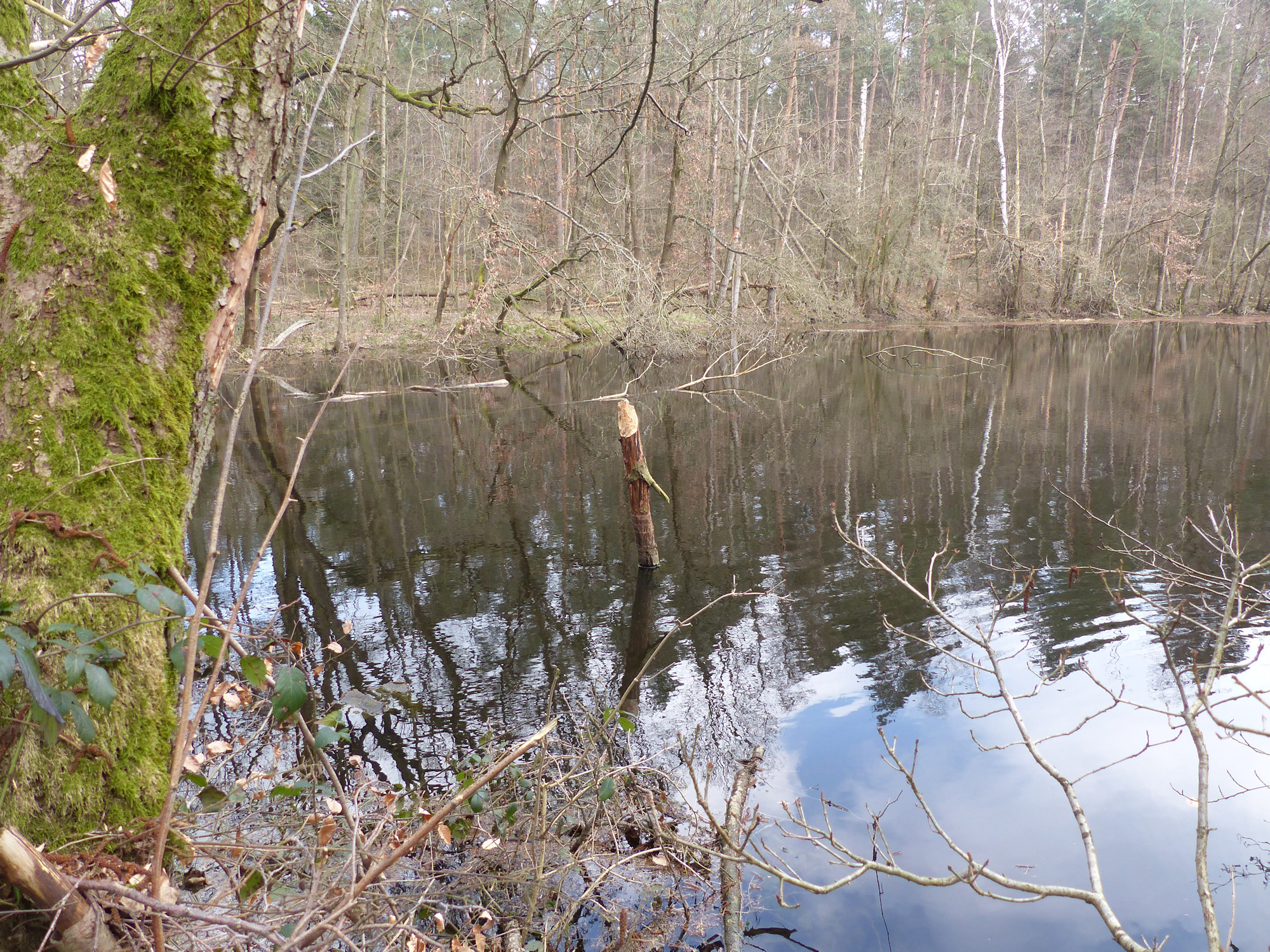
Zufluss Bergische Tränke im Lappwald
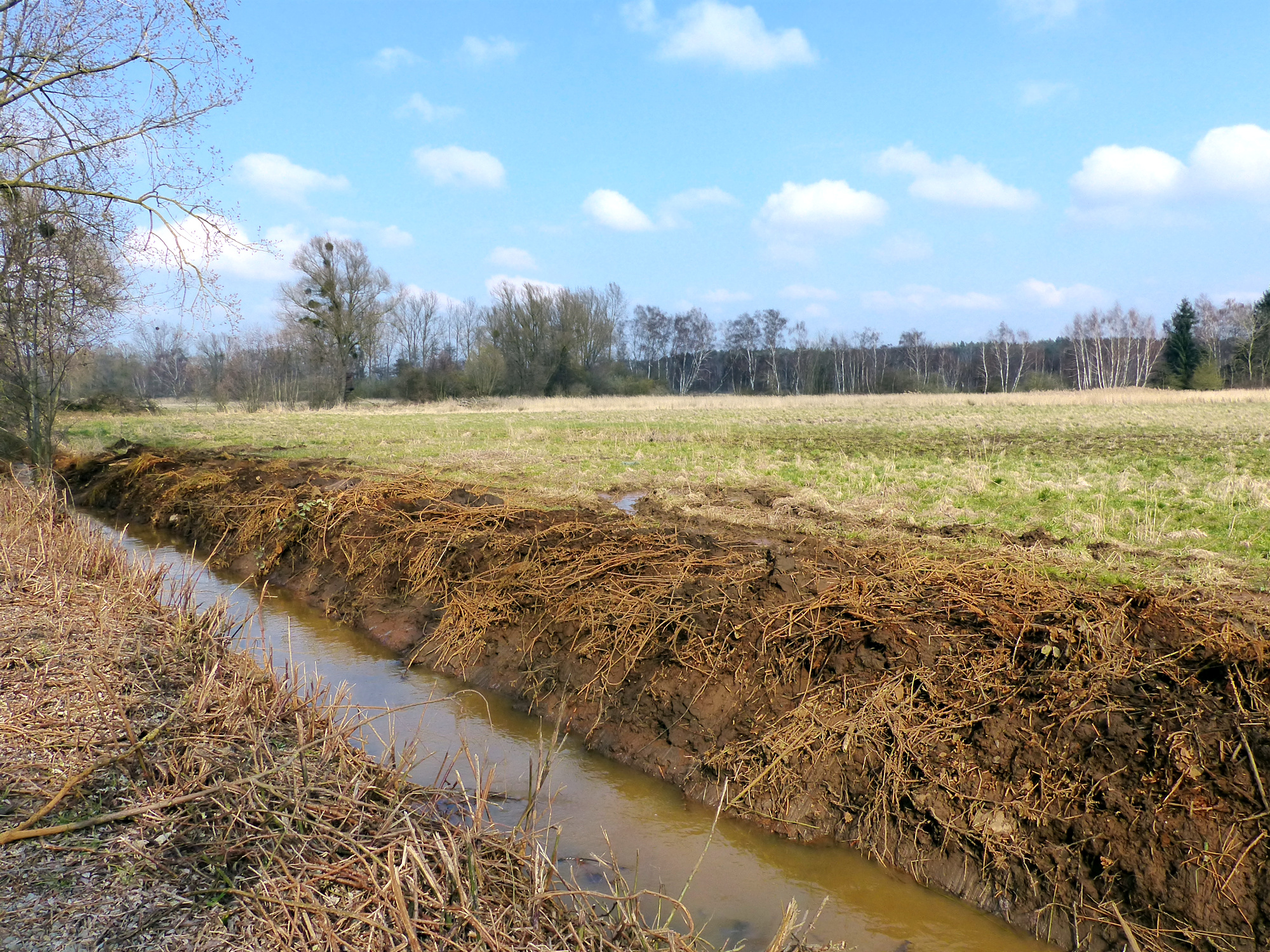
Abfluss des Bruchteichs (im Hintergrund) zum Brunsolgraben
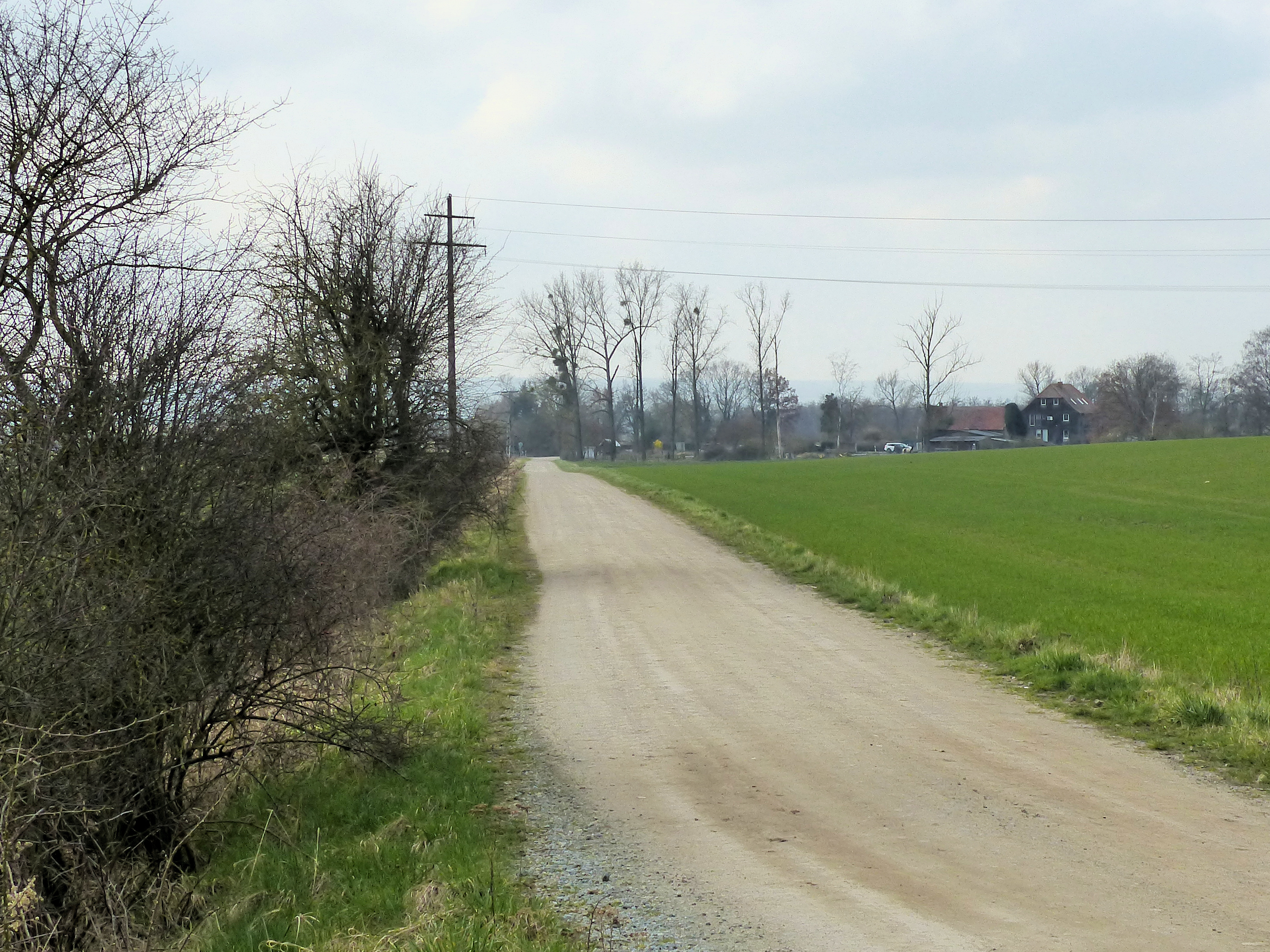
Blick auf den Wohnplatz Brunsole am Gehrenbach entlang